# Mkdir
Comanda UNIX mkdir (make directory) este folosită pentru a crea un director nou. Comanda este de asemenea implementată în OS/2 și Microsoft Windows unde este deseori abreviată md.

## Istorie
În versiunile timpurii ale Unix 4.1BSD și versiunile timpurii ale System V, această comandă trebuia să fie setuid root ca kernel nu avea un mkdir syscall. În schimb, a creat directorul cu mknod și a legat manual în intrările de director . și ... 
Comanda este disponibilă în MS-DOS versiunile 2 și ulterioare. Digital Research DR DOS 6.0 și Datalight ROM-DOS  includ, de asemenea, o implementare a comenzilor md și mkdir.
Versiunea mkdir inclusă în GNU coreutils a fost scrisă de David MacKenzie.
Este disponibil și în emulatorul open source MS-DOS, DOSBox și în KolibriOS.

## Sintaxă

### UNIX
```
mkdir [opțiuni] nume_director [nume_director]
```

unde numele_directorului este numele directorului care urmează a fi creat. În UNIX este posibilă crearea mai multor directoare.
Opțiunile cele mai comune sunt:
- -p: creează toate directoarele intermediare. Dacă directoarele există, erorile sunt ignorate.
- -v: tipărește numele directoarelor pe măsură ce sunt create. Este folosit deseori împreună cu opțiunea -p.
- -m: specifică drepturile de acces pentru director în notație octală.

### Windows
```
mkdir [partiție:]cale
```

unde partiție este numele partitiei și cale este calea relativă sau absolută către directorul ce urmează a fi creat. Pe Windows, comanda mkdir nu are opțiuni.

## Exemple
```
mkdir -p /tmp/a/b/c
```

Dacă nu există deja, comanda creează patru directoare tmp, a, b și c.
```
mkdir -p tmpdir/{trunk/sources/{includes,docs},branches,tags}
```

Comanda creează un întreg arbore de directoare:
```
          tmpdir
    ________|______
   |        |      |
branches   tags  trunk
                   |
                 sources
               ____|_____
              |          |
          includes     docs
```